# 杜鵑皮粉蝨
杜鵑皮粉蝨（学名：Pealius azaleae）为粉蝨科皮粉蝨屬下的一个种。